# Elisabeth Sveum
Elisabeth Sveum, née le 24 janvier 1989 à Gjøvik, est une coureuse cycliste norvégienne.

## Palmarès en VTT

### Championnats du monde
- Lillehammer-Hafjell 2014
  - 7e du cross-country eliminator
  - 62e du cross-country

### Coupe du monde
- 2011
  - 3e de la Coupe du monde de cross-country espoirs

### Championnats d'Europe
- 2011
  -  Médaillée de bronze du championnat d'Europe de cross-country espoirs

### Championnats nationaux
- 2007
  -  Championne de Norvège de cross-country juniors
- 2008
  -  Championne de Norvège de cross-country
- 2016
  -  Championne de Norvège de cross-country
- 2019
  -  Championne de Norvège de cross-country marathon
- 2021
  -  Championne de Norvège de cross-country marathon

## Palmarès en cyclo-cross
- 2015-2016
  -  Championne de Norvège de cyclo-cross
- 2016-2017
  -  Championne de Norvège de cyclo-cross
- 2017-2018
  -  Championne de Norvège de cyclo-cross
- 2019-2020
  - 2e du championnat de Norvège de cyclo-cross
- 2022-2023
  -  Championne de Norvège de cyclo-cross

## Palmarès en Triathlon
Le tableau suivant présente les résultats les plus significatifs (podiums) obtenus sur le circuit international de triathlon.
| Année | Compétition                               | Pays    | Position           | Temps           |
| ----- | ----------------------------------------- | ------- | ------------------ | --------------- |
| 2022  | Championnat du monde de triathlon d'hiver | Andorre | Médaille de bronze | 2 h 7 min 42 s  |
| 2013  | Championnat du monde de triathlon d'hiver | Italie  | Médaille d'argent  | 1 h 23 min 22 s |
| 2013  | Championnat d'Europe de triathlon d'hiver | Estonie | Médaille de bronze | 1 h 42 min 54 s |